# Giorgio Lisi
Giorgio Lisi (n. 5 martie 1956, Rimini) este un economist și politician italian, fost membru al Parlamentului European în perioada 1999 - 2004 din partea Italiei. 
1. ↑  Deputații în Parlamentul European